# Izvoarele din satul Vărăncău
Izvoarele din satul Vărăncău sunt un monument al naturii de tip hidrologic în raionul Soroca, Republica Moldova. Sunt amplasate în satul Vărăncău. Ocupă o suprafață totală de 2 ha, sau 0,52 ha conform unor aprecieri recente (Postolache et al. 2016). Obiectul este administrat de Primăria comunei Vărăncău.

## Hidrografie
Monumentul naturii cuprinde cinci izvoare: izvorul nr. 020, izvorul cu gard de piatră, izvorul în aval de primărie (numit și al lui Ion Săcrii), izvorul lui Toader Pârlii și cel al lui Gavril Stici. Toate sunt amenajate sau parțial amenajate. Au apă rece și sunt oligominerale (tip predominant bicarbonato-sulfatic, bicarbonatic) după gradul de mineralizare. Apa este neutră (pH 6,9-7,1), iar proprietățile sale (precum lipsa mirosului și a culorii) corespund standardelor apei potabile, cu excepția apei izvorului din aval de primărie, care este tulbure și urât mirositoare. La trei dintre cele cinci izvoare nivelul de poluare cu nitrați este aproape de concentrația maxim admisă. Apa este slab sălcie, iar duritatea sa este relativ mică în comparație cu alte izvoare de la nordul Moldovei, constituind 6,55 mg/l.
Cifre și caracteristici detaliate ale izvoarelor și calității apei sunt expuse în tabelul ce urmează:
| Indici                           | Izvorul nr. 020                              | Izvorul cu gard de piatră                    | Izvorul în aval de primărie                  | Izvorul lui Toader Pârlii                    | Izvorul lui Gavril Stici                     |
| Caracteristici geografice        | Caracteristici geografice                    | Caracteristici geografice                    | Caracteristici geografice                    | Caracteristici geografice                    | Caracteristici geografice                    |
| -------------------------------- | -------------------------------------------- | -------------------------------------------- | -------------------------------------------- | -------------------------------------------- | -------------------------------------------- |
| suprafață                        | 0,19 ha                                      | 0,01 ha                                      | 0,2 ha                                       | 0,08 ha                                      | 0,04 ha                                      |
| coordonate geografice            | 48°3′54″N 28°30′22″E / 48.06500°N 28.50611°E | 48°3′54″N 28°30′22″E / 48.06500°N 28.50611°E | 48°3′57″N 28°30′32″E / 48.06583°N 28.50889°E | 48°4′10″N 28°30′48″E / 48.06944°N 28.51333°E | 48°4′15″N 28°30′50″E / 48.07083°N 28.51389°E |
| altitudine                       | 53 m                                         | 53 m                                         | 57 m                                         | 88 m                                         | 112 m                                        |
| Proprietăți fizice               |                                              |                                              |                                              |                                              |                                              |
| debit                            | 200 l/min                                    |                                              | 30 l/min                                     |                                              |                                              |
| mirosul apei                     | fără miros                                   | fără miros                                   | neplăcut                                     | fără miros                                   | fără miros                                   |
| culoarea apei                    | incoloră                                     | incoloră                                     | tulbure                                      | incoloră                                     | incoloră                                     |
| Particularități chimice ale apei |                                              |                                              |                                              |                                              |                                              |
| pH                               | 6,9                                          | 6,9                                          | 7,0                                          | 6,9                                          | 7,1                                          |
| poluare cu nitrați               | 45 mg/l (0,9 CMA)                            | 45 mg/l (0,9 CMA)                            | 45 mg/l (0,9 CMA)                            | 25 mg/l (0,5 CMA)                            | 35 mg/l (0,7 CMA)                            |
| compoziție chimică               | HCO3; Mg – Na                                | HCO3; Mg – Na – Ca                           | HCO3; Mg – Na                                | HCO3 – SO4; Na – Mg – Ca                     | HCO3; Ca – Na – Mg                           |

CMA – concentrația maxim admisă

### Izvorul nr.020
Acest izvor este amplasat la intrarea în sat dinspre Slobozia-Vărăncău, un sat amplasat la vest de Vărăncău. Locul de izvorâre este parțial amenajat, aici fiind ridicată o construcție de piatră cu acoperiș convex de beton, dar fără o țeavă de scurgere a apei, aceasta ieșind într-un torent comun. Pe lateral sunt instalate două cruci de piatră. Din punct de vedere geologic, izvorul este clasificat ca descendent de strat. Compoziția chimică a apei este hidrocarbonată–magneziu-sodică (HCO3; Mg – Na).
Apa este la limita poluării cu nitrați. Cu toate acestea, ea este folosită de locuitorii unei mahalale din sat. Zona protejată este populată cu exemplare de Salix. Cele mai apropiate gospodării sunt situate de aprox. 15 m depărtare, iar drumul principal al satului trece la o distanță de 20 m de izvor. La 40 m în aval de izvor se depozitează uneori gunoi menajer. Construcția izvorului necesită reparații cosmetice, iar panoul informativ instalat aici este învechit și se cere renovat. Pe panoul informativ existent monumentul hidrologic este identificat ca „Izvoarele Cristaline”.

### Izvorul cu gard de piatră
Fiind amplasat în imediata apropiere a izvorului nr. 020, „izvorul cu gard de piatră” are aceleași proprietăți fizice și chimice ale apei, cu excepția compoziției chimice, care este hidrocarbonată–magneziu-sodiu-calcică (HCO3; Mg – Na – Ca), și a clasificării geologice: izvor descendent de terasă. Este asigurat cu un perete de piatră și un bloc monolit de piatră care servește drept masă. Apa se scurge printr-o țeavă metalică. Starea ecologică și recomandările de ameliorare a ei sunt, la fel, similare cu cele expuse pentru izvorul nr. 020.

### Izvorul în aval de primărie
Numit și izvorul lui Ion Săcrii, această sursă de apă este amplasată și ea în partea de vest a satului. Izvorul este înconjurat din trei părți de un perete de piatră, are scări de acces, o adâncitură pentru căni și un bloc mare de piatră ca masă. Apa se scurge direct de sub pietrele masive, nefiind instalată o țeavă. Deasupra locului de scurgere este instalată o cruce sculptată din piatră.
Are un debit de 30 l/min. Din punct de vedere geologic, izvorul este descendent din roci compacte. Compoziția chimică a apei este hidrocarbonată–magneziu-sodică (HCO3; Mg – Na). Apa este tulbure și are un miros neplăcut (în plus este și la limita poluării cu nitrați), de aceea satisface doar necesitățile tehnice și de irigare a locuitorilor din preajmă. În imediata apropiere sunt amplasate câteva case și agrocenoze, iar drumul central trece la o distanță de aproximativ 20 m de izvor. Au loc depozitări de gunoi la 20 m amonte. Construcția izvorului necesită reparată, iar pentru a ameliora starea ecologică a obiectivului este necesară îngrădirea accesului animalelor la izvor și instalarea unui panou informativ.

### Izvorul lui Toader Pârlii
Izvorul lui Toader Pârlii este localizat în partea de nord a satului. Construcția acestuia a fost renovată capital în 2010, astfel aceasta este amenajată acum cu coloane cu postament lat, acoperiș masiv, loc pentru cană și trei cruci. Din punct de vedere geologic, izvorul este descendent de terasă. După compoziția chimică, apa este hidrocarbonat-sulfatată–sodiu-magneziu-calcică (HCO3 – SO4; Na – Mg – Ca). Spre deosebire de primele trei izvoare, nu prezintă risc de poluare cu nitrați.
Apa este utilizată în scopuri alimentare și casnice de locuitorii unei mahalale a satului. Izvorul este amplasat la marginea unui drum de țară, la aprox. 10 m de cele mai apropiate locuințe. Este necesară instalarea unui panou informativ.

### Izvorul lui Gavril Stici
Izvorul lui Gavril Stici este amplasat pe „dealul Nimereucii” în partea de nord a satului. Construcția acestuia este dominată de doi pereți laterali ornamentați cu desenele a două berze și alte motive naționale. Izvorul este asigurat cu acoperiș masiv cu un rezervor de colectare a apei dedesubt, loc pentru căldare și cană, un uluc pentru adăpat animalele și are instalate trei cruci.
Din punct de vedere geologic, izvorul este descendent de terasă. Apa este, după compoziția sa chimică, hidrocarbonată–calciu-sodiu-magnezică (HCO3; Ca – Na – Mg). În rest, aceasta se aseamănă cu apa izvorului lui Toader Pârlii. O mahala din sat este conectată la izvorul lui Gavril Stici.
Cele mai apropiate case de locuit se află la aprox. 50 m de izvor. În aval cresc arbori de plop și salcie, iar în amonte terenul este stepizat. În preajmă pasc frecvent animalele domestice ale sătenilor. Pentru ameliorarea situației ecologice, este necesară înverzirea terenului adiacent și instalarea unui panou informativ. Construcția izvorului necesită reparație și betonarea platformei din față.

## Diversitate faunistică
Pe teritoriul ariei protejate au fost identificate 29 specii de insecte, 3 de amfibieni, 2 de reptile și 8 de păsări.
Insectele sunt reprezentate de specii aparținând de 5 ordine: 8 specii de Coleoptera, 4 de Hemiptera, 6 de Orthoptera, 4 de Odonata și 7 de Lepidoptera. Speciile de amfibieni care populează terenul adiacent al izvoarelor sunt izvorașul cu abdomen roșu (Bombina bombina), brotăcelul (Hyla arborea) și broasca mare de lac (Rana ridibunda). Din reptile se întâlnesc șopârla verde (Lacerta viridis) și 
șarpele de apă (Natrix natrix). Păsările sunt reprezentate de exemplare de graur (Sturnus vulgaris), vrabie de câmp (Passer montanus), 
sticlete (Carduelis carduelis), cioară de semănătură (Corvus frugilegus), ciocârlan (Galerida cristata), ciocârlie (Alauda arvensis), codobatură albă (Motacila alba) și sfrâncioc roșiatic (Lanius colourio).
Trei din speciile enumerate sunt considerate rare, dar către 2013 nu erau incluse în Cartea Roșie a Republicii Moldova. Este vorba de brotăcel, izvorașul cu abdomen roșu și libelula.

## Statut de protecție
Toate izvoarele din satul Vărăncău luate sub protecția statului sunt obiecte hidrologice de valoare națională. Izvorul nr. 020 se evidențiază printr-un debit foarte mare al apei, de cca 200 l/min.
Izvoarele beneficiază de statutul de monument al naturii din 1998, conform Legii nr. 1538 privind fondul ariior naturale protejate de stat. În anexele legii, se atestă că acestea aparțineau Întreprinderii Agricole „Prietenia”. Între timp, ele au trecut la balanța Primăriei comunei Vărăncău, a cărei reședință este satul Vărăncău.